# Orchestia stocki
Orchestia stocki is een vlokreeftensoort uit de familie van de Talitridae. De wetenschappelijke naam van de soort is voor het eerst geldig gepubliceerd in 1990 door Ruffo.